# Philipp Pentke
Philipp Pentke (* 1. Mai 1985 in Freiberg) ist ein deutscher Fußballtorwart, der zuletzt beim 1. FC Köln unter Vertrag stand.

## Karriere
Philipp Pentke spielte in seiner Jugend beim BSC Freiberg und wechselte anschließend in die Jugendabteilung von Dynamo Dresden, wo er bis 2004 spielte. 2004 wechselte er ablösefrei zum TSV 1860 München, kam dort aber nur in der Regionalligamannschaft zu Einsätzen. 2005 rückte er beim TSV 1860 in den Profikader auf, blieb aber ohne Pflichtspieleinsatz. 2007 verpflichtete der FC Augsburg Pentke ablösefrei, wo er ebenfalls ohne Pflichtspieleinsatz für die Profimannschaft blieb. 2008 holte Energie Cottbus Pentke als dritten Torwart.
Nach einem Jahr in der Lausitz, in dem er abermals ohne Einsatz im Profifußball geblieben war, wechselte er im Sommer 2009 zum Regionalligisten Chemnitzer FC, wo er ab dem sechsten Spieltag Stammtorhüter war. 2011 gelang ihm mit Chemnitz der Aufstieg in die 3. Liga. Am 23. Juli desselben Jahres absolvierte er im Spiel beim 1. FC Saarbrücken seinen ersten Profieinsatz. Pentke verblieb alle 38 Saisonspiele im Tor und belegte mit dem Chemnitzer FC in der Saison 2011/12 den neunten Platz. Der Verein trennte sich zum Ende der Spielzeit 2014/15 von ihm.
Pentke wechselte daraufhin zur Saison 2015/16 zum Bayern-Regionalligisten SSV Jahn Regensburg, mit dem er auf Anhieb als Stammtorhüter wieder in die 3. Liga und ein Jahr darauf in die 2. Bundesliga aufstieg. Im entscheidenden Relegationsspiel zur 2. Liga in der Allianz Arena wurde sein Tor von Fans des TSV 1860 München u. a. mit Sitzschalen beworfen. Diese Vorkommnisse bezeichnete Pentke nach dem Spiel als „crazy“.
Im Anschluss an die Zweitligasaison 2018/19 verließ Pentke den Jahn nach vier Jahren aus privaten Gründen und unterschrieb beim Bundesligisten TSG 1899 Hoffenheim einen Zweijahresvertrag. Dort gab er im Alter von 34 Jahren am 18. Januar 2020 bei der 1:2-Niederlage gegen Eintracht Frankfurt sein Bundesligadebüt, da Stammtorhüter Oliver Baumann am Meniskus operiert worden war, und vertrat diesen in vier Ligaspielen sowie einer Pokalpartie. Nachdem Pentke bereits seit Januar 2022 durch den jungen Ersatztorhüter Luca Philipp verdrängt wurde und daraufhin häufig gar nicht mehr im Spieltagskader der TSG stand, wurde sein zum Sommer 2023 auslaufende Vertrag nicht verlängert und er verließ die TSG. In vier Jahren in Hoffenheim kam Pentke zu zwölf Pflichtspielen in der Bundesliga, DFB-Pokal und der UEFA Europa League.
Im August 2023 wechselte Pentke zum 1. FC Köln und unterschrieb dort einen Jahresvertrag. Im April 2024 verlängerte Pentke seinen Vertrag um ein weiteres Jahr, bis zum 30. Juni 2025. Zum Ende der Saison 2024/25 wurde der Vertrag nicht verlängert.

## Privates
Pentke ist seit November 2013 mit der ehemaligen niederländischen Handballspielerin Maura Visser liiert.

## Erfolge
- Aufstieg in die 3. Liga 2011 mit dem Chemnitzer FC
- Aufstieg in die 3. Liga 2016 mit Jahn Regensburg
- Aufstieg in die 2. Bundesliga 2017 mit Jahn Regensburg
- 4× Sachsenpokal-Sieger mit dem Chemnitzer FC (2010, 2012, 2014, 2015)
- Aufstieg in die Bundesliga 2025 mit dem 1. FC Köln